# This Mortal Coil (The Black Dahlia Murder)
This Mortal Coil è un singolo del gruppo musicale statunitense The Black Dahlia Murder, pubblicato nel 2011 in formato flexy-disc 7" di colore azzurro.

## Tracce
1. This Mortal Coil – 3:50 (Carcass)

## Formazione
- Brian Eschbach - chitarra
- Trevor Strnad - voce
- Ryan "Bart" Williams - basso
- Shannon Lucas - batteria
- Ryan Knight - chitarra
- Jeff Walker - voce